# Гревцова Мері Олександрівна
Ме́рі Олекса́ндрівна Гревцо́ва (Вихрова; нар. 26 листопада 1946, Тетіїв Київської області) — українська співачка (ліричне сопрано) і педагогиня, заслужена артистка УРСР (1984).

## Життєпис
1972 — закінчила Київську консерваторію (клас З. П. Христич).
1972—2002 — солістка Кримської філармонії (Ялтинське відділення).
Від 2002 — викладачка Київського національного університету театру, кіно і телебачення імені Івана Карпенка-Карого і Київської дитячої Академії мистецтв.
У репертуарі — твори світової класики, романси, народні пісні.

## Родина
Чоловік — Іван Гревцов (1940—2001), співак (тенор), заслужений артист УРСР.
Донька — Лілія Гревцова (нар. 1974), солістка Національного академічного театру опери та балету України імені Тараса Шевченка, народна артистка України (2016).